# 科哈尼夫卡 (利維夫州)
49°58′28″N 23°15′33″E / 49.97444°N 23.25917°E
科哈尼夫卡（羅馬化：Kokhanivka）是烏克蘭的村落，位於該國西部利沃夫州，由亞沃里夫區負責管轄，始建於1424年，面積0.91平方公里，海拔高度212米，2001年該村落人口532。